# Saint-Cloud
Saint-Cloud is een gemeente in het Franse departement Hauts-de-Seine (regio Île-de-France) en telt 29 727 inwoners (2021). De plaats maakt deel uit van het arrondissement Ile de France.

## Geografie
De oppervlakte van Saint-Cloud bedraagt 7,6 km², de bevolkingsdichtheid is 3.994 inwoners per km².
De onderstaande kaart toont de ligging van Saint-Cloud met de belangrijkste infrastructuur en aangrenzende gemeenten.

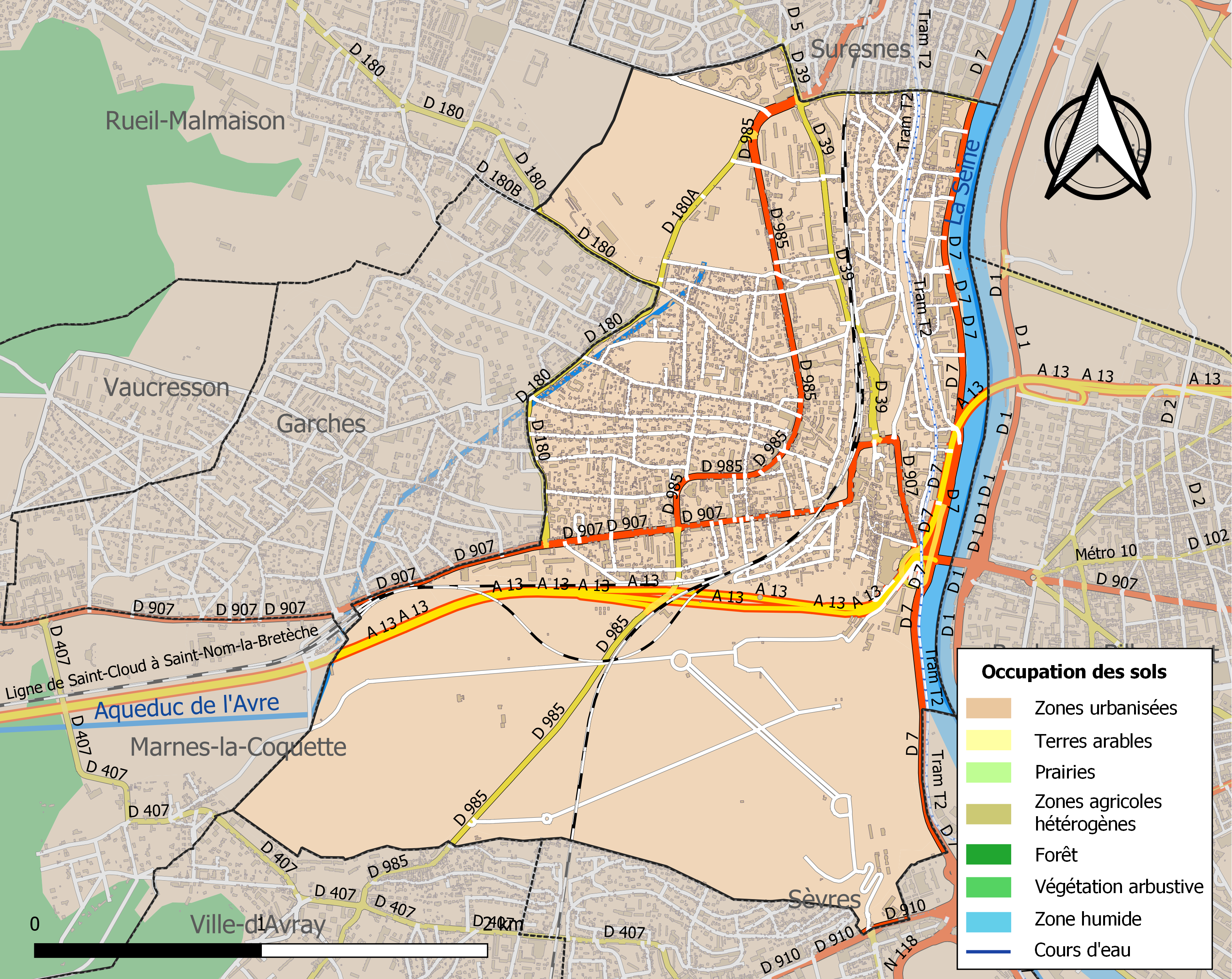

## Demografie
Onderstaande figuur toont het verloop van het inwonertal (bron: INSEE-tellingen).

## Geschiedenis
De stad is genoemd naar Clodoald, een kleinzoon van Clovis. In de stad bevindt zich het Parc de Saint-Cloud, waarin de restanten van het Kasteel van Saint-Cloud te vinden zijn. Dit paleis werd gebouwd in 1572 en door vuur verwoest in 1870 tijdens de Frans-Duitse Oorlog. Het kasteel was de residentie van verschillende Franse heersers en diende tot de Franse Revolutie als buitenverblijf voor leden van het Huis Orleans. Ook was het gebouw de plaats waar Napoleon Bonaparte in 1799 de staatsgreep pleegde die het Directoire omverwierp.
Tussen 1693 en 1766 werd het beroemde Saint-Cloud porselein in de stad geproduceerd.

## Golf
Een van de oudste golfclubs van Frankrijk is de Golf de Saint-Cloud, die in 1911 werd geopend. Hij ligt op de grond van Garches, Rueil-Malmaison en Vaucresson

## Ziekenhuis
- Hôpital René-Huguenin

## Bekende inwoners van Saint-Cloud

### Geboren
- Filips van Orléans (1674-1723), hertog van Orléans, broer van Lodewijk XIV
- Elisabeth Charlotte van Orléans (1676-1744), hertogin van Lotharingen, dochter van Filips I van Orléans
- Lodewijk Filips II van Orléans (1747-1793), hertog van Orléans (1785-1793)
- Robert Hertz (1881-1915), antropoloog
- Marie Bonaparte (1882-1962), psychoanalytica
- Anda Kerkhoven (1919-1945), Nederlandse verzetsstrijder
- Nicole Courcel (1931-2016), actrice
- Jean-Claude Killy (1943), alpineskiër
- Gérard Manset (1945), zanger, schilder, fotograaf en schrijver
- Eric Giraud (1969), golfspeler
- Clémentine Autain (1973), politicus
- Paul Lasne (1989), voetballer

### Overleden
- Hendrik III van Frankrijk (1551-1589), koning van Polen (1573 tot 1574) en koning van Frankrijk (1574-1589)
- Filips van Orléans (1640-1701), hertog van Orléans
- Henriëtta Anne van Engeland (1644-1670), hertogin van Orléans, dochter van de Engelse koning Karel I
- Elisabeth Charlotte van de Palts (1652-1722), hertogin van Orléans, schoonzuster van Lodewijk XIV
- Dorothea Jordan (1761-1816), Iers actrice, maîtresse van de latere koning Willem IV
- Étienne Pivert de Senancour (1770-1846), schrijver
- Charles Gounod (1818-1893), componist
- Louis Pasteur (1822-1895), scheikundige en bioloog
- Philippe de Bosredon du Pont (1827-1906), Frans hoog ambtenaar
- Gustaaf Verriest (1843-1918), Belgisch medicus, hoogleraar en schrijver, broer van Hugo Verriest
- George van Griekenland (1869-1957) Griekse prins, oom van Philip Mountbatten
- Georges Claude (1870-1960), ingenieur, chemicus en uitvinder (neonverlichting)
- Lino Ventura (1919-1987), Italiaans filmacteur
- Jean-Marie Balestre (1921-2008), directeur in de autosport
- Jocelyn Quivrin (1979-2009), filmacteur